# Джеймс Моррісон (футболіст)
Джеймс Кларк Моррісон (англ. James Clark Morrison, нар. 25 травня 1986, Дарлінгтон, Англія) — шотландський футболіст, півзахисник.
Виступав за клуби «Мідлсбро» та «Вест-Бромвіч Альбіон», а також національну збірну Шотландії.

## Клубна кар'єра
Вихованець футбольної школи клубу «Мідлсбро». Дорослу футбольну кар'єру розпочав 2004 року в основній команді того ж клубу, в якій провів три сезони, взявши участь у 67 матчах чемпіонату. Більшість часу, проведеного у складі «Мідлсбро», був основним гравцем команди.
До складу клубу «Вест-Бромвіч Альбіон» приєднався 2007 року.

## Виступи за збірні
2002 року дебютував у складі юнацької збірної Англії, взяв участь у 16 іграх на юнацькому рівні.
Протягом 2005—2006 років залучався до складу молодіжної збірної Англії. На молодіжному рівні зіграв в одному офіційному матчі.
2008 року дебютував в офіційних матчах у складі національної збірної Шотландії.